# Seznam medailistek na mistrovství světa v dráhové cyklistice
Toto je seznam medailistek v dráhové cyklistice na mistrovství světa kterou pořádá Mezinárodní cyklistická unie (UCI).

## Sprint
| Rok  | Zlato                          | Stříbro                       | Bronz                         |
| ---- | ------------------------------ | ----------------------------- | ----------------------------- |
| 1958 | Galina Jermolajevová (URS)     | Valentina Maximovová (URS)    | Jean Dunn (GBR)               |
| 1959 | Galina Jermolajevová (URS)     | Valentina Maximovová (URS)    | Jean Dunn (GBR)               |
| 1960 | Galina Jermolajevová (URS)     | Valentina Maximovová (URS)    | Jean Dunn (GBR)               |
| 1961 | Galina Jermolajevová (URS)     | Valentina Maximovová (URS)    | Jean Dunn (GBR)               |
| 1962 | Valentina Savinová (URS)       | Irina Kiričenková (URS)       | Jean Dunn (GBR)               |
| 1963 | Galina Jermolajevová (URS)     | Irina Kiričenková (URS)       | Valentina Savinová (URS)      |
| 1964 | Irina Kiričenková (URS)        | Galina Jermolajevová (URS)    | Galina Gisèle Caille (FRA)    |
| 1965 | Valentina Savinová (URS)       | Galina Jermolajevová (URS)    | Karin Stüwe (GDR)             |
| 1966 | Irina Kiričenková (URS)        | Valentina Savinová (URS)      | Heidi Blobner (GDR)           |
| 1967 | Valentina Savinová (URS)       | Irina Kiričenková (URS)       | Galina Jermolajevová (URS)    |
| 1968 | Alla Bahijancová (URS)         | Irina Kiričenková (URS)       | Galina Jermolajevová (URS)    |
| 1969 | Galina Carjovová (URS)         | Galina Jermolajevová (URS)    | Irina Kiričenková (URS)       |
| 1970 | Galina Carjovová (URS)         | Galina Jermolajevová (URS)    | Valentina Savinová (URS)      |
| 1971 | Galina Carjovová (URS)         | Galina Jermolajevová (URS)    | Iva Zajíčková (CZE)           |
| 1972 | Galina Jermolajevová (URS)     | Wilhelmina Brinkhoff (NED)    | Sheila Youngová (USA)         |
| 1973 | Sheila Youngová (USA)          | Iva Zajíčková (CZE)           | Galina Jermolajevová (URS)    |
| 1974 | Tamara Pilščikovová (URS)      | Sue Novara (USA)              | Galina Carjovová (URS)        |
| 1975 | Sue Novara (USA)               | Iva Zajíčková (CZE)           | Sheila Youngová (USA)         |
| 1976 | Sheila Youngová (USA)          | Sue Novara (USA)              | Iva Zajíčková (CZE)           |
| 1977 | Galina Carjovová (URS)         | Sue Novara (USA)              | Iva Zajíčková (CZE)           |
| 1978 | Galina Carjovová (URS)         | Sue Novara (USA)              | Iva Zajíčková (CZE)           |
| 1979 | Galina Carjovová (URS)         | Truus van der Plaat (NED)     | Sue Novara (USA)              |
| 1980 | Sue Novara (USA)               | Galina Carjovová (URS)        | Claudia Lommatzsch (FRG)      |
| 1981 | Sheila Youngová (USA)          | Claudine Vierstraete (BEL)    | Claudia Lommatzsch (FRG)      |
| 1982 | Connie Paraskevin (USA)        | Sheila Youngová (USA)         | Claudia Lommatzsch (FRG)      |
| 1983 | Connie Paraskevin (USA)        | Claudia Lommatzsch (FRG)      | Isabelle Nicoloso (FRA)       |
| 1984 | Connie Paraskevin (USA)        | Erika Salumäeová (URS)        | Zhou Syuine (CHN)             |
| 1985 | Isabelle Nicoloso (FRA)        | Connie Paraskevin (USA)       | Natalja Krušelnická (URS)     |
| 1986 | Christa Rothenburgerová (GDR)  | Erika Salumäeová (URS)        | Connie Paraskevin (USA)       |
| 1987 | Erika Salumäeová (URS)         | Christa Rothenburgerová (GDR) | Connie Paraskevin-Young (USA) |
| 1988 | Nebylo na programu             | Nebylo na programu            | Nebylo na programu            |
| 1989 | Erika Salumäeová (URS)         | Galina Jenuchinová (URS)      | Isabelle Gautheron (FRA)      |
| 1990 | Connie Paraskevin-Young (USA)  | Renee Duprel (USA)            | Rita Razmaitė (URS)           |
| 1991 | Ingrid Haringa (NED)           | Anett Neumann (GER)           | Connie Paraskevin-Young (USA) |
| 1992 | Nebylo na programu             | Nebylo na programu            | Nebylo na programu            |
| 1993 | Tanya Dubnicoff (CAN)          | Ingrid Haringa (NED)          | Nathalie Even (FRA)           |
| 1994 | Galina Jenuchinová (RUS)       | Félicia Ballangerová (FRA)    | Oxana Grišinová (RUS)         |
| 1995 | Félicia Ballangerová (FRA)     | Olga Sljusarevová (RUS)       | Erika Salumäeová (EST)        |
| 1996 | Félicia Ballangerová (FRA)     | Anett Neumann (GER)           | Magali Faure (FRA)            |
| 1997 | Félicia Ballangerová (FRA)     | Michelle Ferris (AUS)         | Oxana Grišinová (RUS)         |
| 1998 | Félicia Ballangerová (FRA)     | Michelle Ferris (AUS)         | Tanya Dubnicoff (CAN)         |
| 1999 | Félicia Ballangerová (FRA)     | Michelle Ferris (AUS)         | Tanya Dubnicoff (CAN)         |
| 2000 | Natalija Markovničenková (BLR) | Lori-Ann Muenzer (CAN)        | Katrin Meinke (GER)           |
| 2001 | Svetlana Grankovská (RUS)      | Tammy Thomas (USA)            | Lori-Ann Muenzer (CAN)        |
| 2002 | Natalija Cylinská (BLR)        | Kerrie Meares (AUS)           | Katrin Meinke (GER)           |
| 2003 | Svetlana Grankovská (RUS)      | Natalija Cylinská (BLR)       | Nancy Contreras (MEX)         |
| 2004 | Svetlana Grankovská (RUS)      | Anna Meares (AUS)             | Lori-Ann Muenzer (CAN)        |
| 2005 | Victoria Pendletonová (GBR)    | Tamilla Abassova (RUS)        | Anna Meares (AUS)             |
| 2006 | Natalija Cylinská (BLR)        | Victoria Pendletonová (GBR)   | Guo Shuang (CHN)              |
| 2007 | Victoria Pendletonová (GBR)    | Guo Shuang (CHN)              | Anna Meares (AUS)             |
| 2008 | Victoria Pendletonová (GBR)    | Simona Krupeckaitė (LTU)      | Jennie Reed (USA)             |
| 2009 | Victoria Pendletonová (GBR)    | Willy Kanis (NED)             | Simona Krupeckaitė (LTU)      |
| 2010 | Victoria Pendletonová (GBR)    | Guo Shuang (CHN)              | Simona Krupeckaitė (LTU)      |
| 2011 | Anna Meares (AUS)              | Simona Krupeckaitė (LTU)      | Victoria Pendletonová (GBR)   |
| 2012 | Victoria Pendletonová (GBR)    | Simona Krupeckaitė (LTU)      | Anna Meares (AUS)             |
| 2013 | Becky James (GBR)              | Kristina Vogelová (GER)       | Lee Wai Sze (HKG)             |
| 2014 | Kristina Vogelová (GER)        | Zhong Tianshi (CHN)           | Lin Junhong (CHN)             |
| 2015 | Kristina Vogelová (GER)        | Elis Ligtlee (NED)            | Zhong Tianshi (CHN)           |
| 2016 | Zhong Tianshi (CHN)            | Lin Junhong (CHN)             | Kristina Vogelová (GER)       |
| 2017 | Kristina Vogelová (GER)        | Stephanie Morton (AUS)        | Lee Wai Sze (HKG)             |
| 2018 | Kristina Vogelová (GER)        | Stephanie Morton (AUS)        | Pauline Grabosch (GER)        |
| 2019 | Lee Wai Sze (HKG)              | Stephanie Morton (AUS)        | Mathilde Gros (FRA)           |
| 2020 | Emma Hinze (GER)               | Anastasija Vojnovová (RUS)    | Lee Wai Sze (HKG)             |
| 2021 | Emma Hinze (GER)               | Lea Friedrich (GER)           | Kelsey Mitchell (CAN)         |
| 2022 | Mathilde Grosová (FRA)         | Lea Friedrichová (GER)        | Emma Hinzeová (GER)           |
| 2023 | Emma Finucaneová (GBR)         | Lea Friedrichová (GER)        | Ellesse Andrewsová (NZL)      |
| 2024 | Emma Finucaneová (GBR)         | Hetty van de Wouw (NED)       | Mina Sato (JPN)               |

## 500 m s pevným startem
| Rok  | Zlato                          | Stříbro                    | Bronz                       |
| ---- | ------------------------------ | -------------------------- | --------------------------- |
| 1995 | Félicia Ballangerová (FRA)     | Galina Jenuchinová (RUS)   | Michelle Ferris (AUS)       |
| 1996 | Félicia Ballangerová (FRA)     | Anett Neumann (GER)        | Michelle Ferris (AUS)       |
| 1997 | Félicia Ballangerová (FRA)     | Michelle Ferris (AUS)      | Magali Faure (FRA)          |
| 1998 | Félicia Ballangerová (FRA)     | Tanya Dubnicoff (CAN)      | Michelle Ferris (AUS)       |
| 1999 | Félicia Ballangerová (FRA)     | Jiang Cuihua (CHN)         | Ulrike Weichelt (GER)       |
| 2000 | Natalija Markovničenková (BLR) | Jiang Cuihua (CHN)         | Wang Yan (CHN)              |
| 2001 | Nancy Contreras (MEX)          | Lori-Ann Muenzer (CAN)     | Katrin Meinke (GER)         |
| 2002 | Natalija Cylinská (BLR)        | Nancy Contreras (MEX)      | Kerrie Meares (AUS)         |
| 2003 | Natalija Cylinská (BLR)        | Nancy Contreras (MEX)      | Jiang Cuihua (CHN)          |
| 2004 | Anna Meares (AUS)              | Jiang Yonghua (CHN)        | Simona Krupeckaitė (LTU)    |
| 2005 | Natalija Cylinská (BLR)        | Anna Meares (AUS)          | Yvonne Hijgenaar (NED)      |
| 2006 | Natalija Cylinská (BLR)        | Anna Meares (AUS)          | Lisandra Guerra (CUB)       |
| 2007 | Anna Meares (AUS)              | Lisandra Guerra (CUB)      | Natalija Cylinská (BLR)     |
| 2008 | Lisandra Guerra (CUB)          | Simona Krupeckaitė (LTU)   | Sandie Clair (FRA)          |
| 2009 | Simona Krupeckaitė (LTU)       | Anna Meares (AUS)          | Victoria Pendletonová (GBR) |
| 2010 | Anna Meares (AUS)              | Simona Krupeckaitė (LTU)   | Olga Panarina (BLR)         |
| 2011 | Olga Panarina (BLR)            | Sandie Clair (FRA)         | Miriam Welte (GER)          |
| 2012 | Anna Meares (AUS)              | Miriam Welte (GER)         | Jessica Varnish (GBR)       |
| 2013 | Lee Wai Sze (HKG)              | Miriam Welte (GER)         | Becky James (GBR)           |
| 2014 | Miriam Welte (GER)             | Anna Meares (AUS)          | Anastasija Vojnovová (RUS)  |
| 2015 | Anastasija Vojnovová (RUS)     | Anna Meares (AUS)          | Miriam Welte (GER)          |
| 2016 | Anastasija Vojnovová (RUS)     | Lee Wai Sze (HKG)          | Elis Ligtlee (NED)          |
| 2017 | Darja Šmeljovová (RUS)         | Miriam Welte (GER)         | Anastasija Vojnovová (RUS)  |
| 2018 | Miriam Welte (GER)             | Darja Šmeljovová (RUS)     | Elis Ligtlee (NED)          |
| 2019 | Darja Šmeljovová (RUS)         | Olena Starikova (UKR)      | Kaarle McCulloch (AUS)      |
| 2020 | Lea Friedrich (GER)            | Jessica Salazar (MEX)      | Miriam Vece (ITA)           |
| 2021 | Lea Friedrich (GER)            | Anastasija Vojnovová (RUS) | Darja Šmeljovová (RUS)      |
| 2022 | Taky Marie-Divine Kouamé (FRA) | Emma Hinzeová (GER)        | Kuo Jü-fang (CHN)           |
| 2023 | Emma Hinzeová (GER)            | Kristina Clonanová (AUS)   | Lea Friedrichová (GER)      |
| 2024 | Jana Burlakova ([[Země\|]])    | Sophie Capewellová (GBR)   | Katy Marchantová (GBR)      |

## Stíhací závod – jednotlivkyně
| Rok  | Zlato                          | Stříbro                       | Bronz                        |
| ---- | ------------------------------ | ----------------------------- | ---------------------------- |
| 1958 | Ljubov Kočetovová (URS)        | Stella Bail (GBR)             | Kathleen Ray (GBR)           |
| 1959 | Beryl Burton (GBR)             | Elsy Jacobs (LUX)             | Ljubov Kočetovová (URS)      |
| 1960 | Beryl Burton (GBR)             | Marie-Therese Naessens (BEL)  | Lyubov Zhogina (URS)         |
| 1961 | Yvonne Reynders (BEL)          | Beryl Burton (GBR)            | Marie-Therese Naessens (BEL) |
| 1962 | Beryl Burton (GBR)             | Yvonne Reynders (BEL)         | Lidiya Tichomirova (URS)     |
| 1963 | Beryl Burton (GBR)             | Yvonne Reynders (BEL)         | Ljubov Kočetovová (URS)      |
| 1964 | Yvonne Reynders (BEL)          | Beryl Burton (GBR)            | Aino Puronen (URS)           |
| 1965 | Yvonne Reynders (BEL)          | Hannelore Mattig (GDR)        | Aino Puronen (URS)           |
| 1966 | Beryl Burton (GBR)             | Yvonne Reynders (BEL)         | Hannelore Mattig (GDR)       |
| 1967 | Tamara Garkušinová (URS)       | Raisa Obodovská (URS)         | Beryl Burton (GBR)           |
| 1968 | Raisa Obodovská (URS)          | Beryl Burton (GBR)            | Keetie van Oosten-Hage (NED) |
| 1969 | Raisa Obodovská (URS)          | Tamara Garkušinová (URS)      | Keetie van Oosten-Hage (NED) |
| 1970 | Tamara Garkušinová (URS)       | Raisa Obodovská (URS)         | Keetie van Oosten-Hage (NED) |
| 1971 | Tamara Garkušinová (URS)       | Keetie van Oosten-Hage (NED)  | Beryl Burton (GBR)           |
| 1972 | Tamara Garkušinová (URS)       | Keetie van Oosten-Hage (NED)  | Ljubov Zadorožná (URS)       |
| 1973 | Tamara Garkušinová (URS)       | Keetie van Oosten-Hage (NED)  | Beryl Burton (GBR)           |
| 1974 | Tamara Garkušinová (URS)       | Martina Smirnovová (URS)      | Keetie van Oosten-Hage (NED) |
| 1975 | Keetie van Oosten-Hage (NED)   | Mary Jane Reoch (USA)         | Beryl Burton (GBR)           |
| 1976 | Keetie van Oosten-Hage (NED)   | Liugina Bissoli (ITA)         | Mary Jane Reoch (USA)        |
| 1977 | Vera Kuzněcovová (URS)         | Anne Riemersma (NED)          | Karen Strong (CAN)           |
| 1978 | Keetie van Oosten-Hage (NED)   | Anne Riemersma (NED)          | Liugina Bissoli (ITA)        |
| 1979 | Keetie van Oosten-Hage (NED)   | Anne Riemersma (NED)          | Liugina Bissoli (ITA)        |
| 1980 | Naděžda Kibardinová (URS)      | Karen Strong (CAN)            | Petra de Bruin (NED)         |
| 1981 | Naděžda Kibardinová (URS)      | Tamara Poljakovová (URS)      | Jeannie Longová (FRA)        |
| 1982 | Rebecca Twigg (USA)            | Connie Carpenter (USA)        | Jeannie Longová (FRA)        |
| 1983 | Connie Carpenter (USA)         | Cynthia Olavarri (USA)        | Jeannie Longová (FRA)        |
| 1984 | Rebecca Twigg (USA)            | Jeannie Longová (FRA)         | Rossela Galbiati (ITA)       |
| 1985 | Rebecca Twigg (USA)            | Jeannie Longová (FRA)         | Margaret Maas (USA)          |
| 1986 | Jeannie Longová (FRA)          | Rebecca Twigg (USA)           | Barbara Ganz (SUI)           |
| 1987 | Rebecca Twigg (USA)            | Jeannie Longová (FRA)         | Mindee Mayfield (USA)        |
| 1988 | Jeannie Longová (FRA)          | Barbara Ganz (SUI)            | Mindee Mayfield (USA)        |
| 1989 | Jeannie Longová (FRA)          | Petra Rossner (GDR)           | Barbara Ganz (SUI)           |
| 1990 | Leontien van Moorselovál (NED) | Madonna Harris (NZL)          | Barbara Ganz (SUI)           |
| 1991 | Petra Rossner (GER)            | Janie Eickhoff (USA)          | Marion Clignet (FRA)         |
| 1992 | Nebylo na programu             | Nebylo na programu            | Nebylo na programu           |
| 1993 | Rebecca Twigg (USA)            | Marion Clignet (FRA)          | Janie Eickhoff (USA)         |
| 1994 | Marion Clignet (FRA)           | Svetlana Samochvalova (RUS)   | Janie Eickhoff (USA)         |
| 1995 | Rebecca Twigg (USA)            | Antonella Bellutti (ITA)      | Mai Britt Vaaland (NOR)      |
| 1996 | Marion Clignet (FRA)           | Lucy Tyler (AUS)              | Antonella Bellutti (ITA)     |
| 1997 | Judith Arndt (GER)             | Natalja Karimovová (RUS)      | Yvonne McGregor (GBR)        |
| 1998 | Lucy Tyler-Sharman (AUS)       | Leontien van Moorselová (NED) | Judith Arndt (GER)           |
| 1999 | Marion Clignet (FRA)           | Judith Arndt (GER)            | Rasa Mazeikyte (LTU)         |
| 2000 | Yvonne McGregor (GBR)          | Judith Arndt (GER)            | Jelena Čalychová (RUS)       |
| 2001 | Leontien van Moorselová (NED)  | Olga Sljusarevová (RUS)       | Jelena Čalychová (RUS)       |
| 2002 | Leontien van Moorselová (NED)  | Olga Sljusarevová (RUS)       | Katherine Bates (AUS)        |
| 2003 | Leontien van Moorselová (NED)  | Katie Mactier (AUS)           | Olga Sljusarevová (RUS)      |
| 2004 | Sarah Ulmer (NZL)              | Katie Mactier (AUS)           | Jelena Čalychová (RUS)       |
| 2005 | Katie Mactier (AUS)            | Katherine Bates (AUS)         | Karin Thürig (SUI)           |
| 2006 | Sarah Hammer (USA)             | Olga Sljusarevová (RUS)       | Katie Mactier (AUS)          |
| 2007 | Sarah Hammer (USA)             | Rebecca Romerová (GBR)        | Katie Mactier (AUS)          |
| 2008 | Rebecca Romerová (GBR)         | Sarah Hammer (USA)            | Katie Mactier (AUS)          |
| 2009 | Alison Shanks (NZL)            | Wendy Houvenaghel (GBR)       | Vilija Sereikaitė (LTU)      |
| 2010 | Sarah Hammer (USA)             | Wendy Houvenaghel (GBR)       | Vilija Sereikaitė (LTU)      |
| 2011 | Sarah Hammer (USA)             | Alison Shanks (NZL)           | Vilija Sereikaitė (LTU)      |
| 2012 | Alison Shanks (NZL)            | Wendy Houvenaghel (GBR)       | Ashlee Ankudinoff (AUS)      |
| 2013 | Sarah Hammer (USA)             | Amy Cure (AUS)                | Annette Edmondson (AUS)      |
| 2014 | Joanna Rowsellová (GBR)        | Sarah Hammer (USA)            | Amy Cure (AUS)               |
| 2015 | Rebecca Wiasak (AUS)           | Jennifer Valente (USA)        | Amy Cure (AUS)               |
| 2016 | Rebecca Wiasak (AUS)           | Małgorzata Wojtyra (POL)      | Annie Foreman-Mackey (CAN)   |
| 2017 | Chloé Dygert (USA)             | Ashlee Ankudinoff (AUS)       | Kelly Catlin (USA)           |
| 2018 | Chloé Dygert (USA)             | Annemiek van Vleutenová (NED) | Kelly Catlin (USA)           |
| 2019 | Ashlee Ankudinoff (AUS)        | Lisa Brennauer (GER)          | Lisa Klein (GER)             |
| 2020 | Chloé Dygert Owen (USA)        | Lisa Brennauer (GER)          | Franziska Brauße (GER)       |
| 2021 | Lisa Brennauer (GER)           | Franziska Brauße (GER)        | Mieke Kröger (GER)           |
| 2022 | Franziska Brauße (GER)         | Bryony Botha (NZL)            | Josie Knightová (GBR)        |
| 2023 | Chloé Dygertová (USA)          | Franziska Brauße (GER)        | Bryony Botha (NZL)           |
| 2024 | Anna Morrisová (GBR)           | Chloé Dygertová (USA)         | Bryony Botha (NZL)           |

## Stíhací závod – družstva
| Rok  | Zlato                                                                                   | Stříbro                                                                                   | Bronz                                                                                      |
| ---- | --------------------------------------------------------------------------------------- | ----------------------------------------------------------------------------------------- | ------------------------------------------------------------------------------------------ |
| 2008 | Wendy Houvenaghel Rebecca Romerová Joanna Rowsellová Spojené království                 | Svitlana Halyuk Lesya Kalytovska Lyubov Shulika Ukrajina                                  | Charlotte Becker Verena Joos Alexandra Sontheimer Německo                                  |
| 2009 | Wendy Houvenaghel Lizzie Armitsteadová Joanna Rowsellová Spojené království             | Lauren Ellis Jaime Nielsen Alison Shanks Nový Zéland                                      | Ashlee Ankudinoff Sarah Kent Josephine Tomic Austrálie                                     |
| 2010 | Ashlee Ankudinoff Sarah Kent Josephine Tomic Austrálie                                  | Joanna Rowsellová Lizzie Armitstead Wendy Houvenaghel Spojené království                  | Rushlee Buchanan Lauren Ellis Alison Shanks Nový Zéland                                    |
| 2011 | Laura Trott Wendy Houvenaghel Danielle King Spojené království                          | Sarah Hammer Dotsie Bausch Jennie Reed USA                                                | Jaime Nielsen Kaytee Boyd Alison Shanks Nový Zéland                                        |
| 2012 | Laura Trott Danielle King Joanna Rowsellová Spojené království                          | Annette Edmondson Melissa Hoskins Josephine Tomic Austrálie                               | Tara Whitten Jasmin Glaesser Gillian Carleton Kanada                                       |
| 2013 | Laura Trott Danielle King Elinor Barker Spojené království                              | Amy Cure Annette Edmondson Melissa Hoskins Austrálie                                      | Laura Brown Jasmin Glaesser Gillian Carleton Kanada                                        |
| 2014 | Laura Trott Katie Archibald Elinor Barker Joanna Rowsellová Spojené království          | Laura Brown Jasmin Glaesser Allison Beveridge Stephanie Roorda Kanada                     | Annette Edmondson Amy Cure Melissa Hoskins Isabella King Austrálie                         |
| 2015 | Annette Edmondson Ashlee Ankudinoff Amy Cure Melissa Hoskins Austrálie                  | Joanna Rowsellová Katie Archibald Laura Trott Elinor Barker Spojené království            | Allison Beveridge Jasmin Glaesser Kirsti Lay Stephanie Roorda Kanada                       |
| 2016 | Kelly Catlin Chloe Dygert Jennifer Valente Sarah Hammer USA                             | Allison Beveridge Jasmin Glaesser Kirsti Lay Georgia Simmerling Kanada                    | Laura Trott Elinor Barker Ciara Horne Joanna Rowsellová Spojené království                 |
| 2017 | Kelly Catlin Chloe Dygert Kimberly Geist Jennifer Valente USA                           | Amy Cure Ashlee Ankudinoff Alexandra Manly Rebecca Wiasak Austrálie                       | Jaime Nielsen Racquel Sheath Rushlee Buchanan Kirstie James Michaela Drummond Nový Zéland  |
| 2018 | Jennifer Valente Kelly Catlin Chloé Dygert Kimberly Geist USA                           | Katie Archibald Elinor Barker Laura Kenny Emily Nelson Ellie Dickinson Spojené království | Elisa Balsamo Letizia Paternoster Silvia Valsecchi Tatiana Guderzo Simona Frapporti Itálie |
| 2019 | Annette Edmondsonová Ashlee Ankudinoff Georgia Baker Amy Cure Alexandra Manly Austrálie | Laura Kenny Katie Archibald Elinor Barker Ellie Dickinson Spojené království              | Bryony Botha Michaela Drummond Holly Edmondston Kirstie James Rushlee Buchanan Nový Zéland |
| 2020 | Jennifer Valente Chloé Dygert Owen Emma White Lily Williams USA                         | Elinor Barker Katie Archibald Ellie Dickinson Neah Evans Laura Kenny Spojené království   | Franziska Brauße Lisa Brennauer Lisa Klein Gudrun Stock Německo                            |
| 2021 | Franziska Brauße Lisa Brennauer Mieke Kröger Laura Süßemilch Německo                    | Elisa Balsamo Martina Alzini Chiara Consonni Martina Fidanza Letizia Paternoster Itálie   | Katie Archibald Megan Barker Neah Evans Josie Knight Spojené království                    |
| 2022 | Elisa Balsamo Chiara Consonni Martina Fidanza Vittoria Guazzini Martina Alzini Itálie   | Neah Evans Katie Archibald Anna Morris Josie Knight Megan Barker Spojené království       | Marion Borras Clara Copponi Valentine Fortin Victoire Berteau Francie                      |
| 2023 | Katie Archibald Elinor Barker Josie Knight Anna Morris Megan Barker Spojené království  | Michaela Drummond Ally Wollaston Emily Shearman Bryony Botha Nový Zéland                  | Marion Borras Valentine Fortin Clara Copponi Marie Le Net Victoire Berteau Francie         |

## Sprint družstva
| Rok             | Zlato                                                          | Stříbro                                                                                | Bronz                                                                          |
| --------------- | -------------------------------------------------------------- | -------------------------------------------------------------------------------------- | ------------------------------------------------------------------------------ |
| 2007            | Victoria Pendletonová Shanaze Reade Spojené království         | Yvonne Hijgenaar Willy Kanis Nizozemsko                                                | Kristine Bayley Anna Meares Austrálie                                          |
| 2008 Manchester | Victoria Pendletonová Shanaze Reade Spojené království         | Gong Jinjie Zheng Lulu Čína                                                            | Miriam Welte Dana Glöss Německo                                                |
| 2009            | Kaarle McCulloch Anna Meares Austrálie                         | Victoria Pendletonová Shanaze Reade Spojené království                                 | Gintare Gaivenyte Simona Krupeckaitė Litva                                     |
| 2010            | Kaarle McCulloch Anna Meares Austrálie                         | Gong Jinjie Lin Junhong Čína                                                           | Gintare Gaivenyte Simona Krupeckaitė Litva                                     |
| 2011            | Kaarle McCulloch Anna Meares Austrálie                         | Victoria Pendletonová Jessica Varnish Spojené království                               | Gong Jinjie Guo Shuang Čína                                                    |
| 2012            | Kristina Vogelová Miriam Welte Německo                         | Kaarle McCulloch Anna Meares Austrálie                                                 | Gong Jinjie Guo Shuang Čína                                                    |
| 2013            | Kristina Vogelová Miriam Welte Německo                         | Gong Jinjie Guo Shuang Čína                                                            | Rebecca James Victoria Williamson Spojené království                           |
| 2014            | Kristina Vogelová Miriam Welte Německo                         | Lin Junhong Zhong Tianshi Čína                                                         | Rebecca James Jessica Varnish Spojené království                               |
| 2015            | Gong Jinjie Zhong Tianshi Čína                                 | Darja Šmeljovová Anastasiia Voinova Rusko                                              | Kaarle McCulloch Anna Meares Austrálie                                         |
| 2016            | Darja Šmeljovová Anastasija Vojnovová Rusko                    | Gong Jinjie Zhong Tianshi Čína                                                         | Miriam Welte Kristina Vogelová Německo                                         |
| 2017            | Darja Šmeljovová Anastasija Vojnovová Rusko                    | Kaarle McCulloch Stephanie Morton Austrálie                                            | Miriam Welte Kristina Vogelová Německo                                         |
| 2018            | Kristina Vogelová Miriam Welte Pauline Grabosch Německo        | Kyra Lamberink Shanne Braspennincx Laurine van Riessenová Hetty van de Wouw Nizozemsko | Darja Šmeljovová Anastasija Vojnovová Rusko                                    |
| 2019            | Kaarle McCulloch Stephanie Morton Austrálie                    | Darja Šmeljovová Anastasija Vojnovová Rusko                                            | Miriam Welte Emma Hinze Německo                                                |
| 2020            | Pauline Grabosch Emma Hinze Lea Friedrich Německo              | Kaarle McCulloch Stephanie Morton Austrálie                                            | Chen Feifei Zhong Tianshi Čína                                                 |
| 2021            | Lea Friedrich Pauline Grabosch Emma Hinze Německo              | Natalia Antonova Darja Šmeljovová Yana Tyshchenko Anastasija Vojnovová Rusko           | Sophie Capewell Blaine Ridge-Davis Milly Tanner Lauren Bate Spojené království |
| 2022            | Pauline Grabosch Emma Hinze Lea Friedrich Německo              | Bao Shanju Guo Yufang Yuan Liying Čína                                                 | Lauren Bell Sophie Capewell Spojené království                                 |
| 2023            | Pauline Grabosch Emma Hinze Lea Friedrich Německo              | Lauren Bell Sophie Capewell Emma Finucane Spojené království                           | Guo Yufang Bao Shanju Yuan Liying Čína                                         |
| 2024            | Katy Marchant Sophie Capewell Emma Finucane Spojené království | Kimberly Kalee Hetty van de Wouw Steffie van der Peet Kyra Lamberink Nizozemsko        | Molly McGill Kristina Clonan Alessia McCaig Austrálie                          |

## Keirin
| Rok  | Zlato                       | Stříbro                     | Bronz                      |
| ---- | --------------------------- | --------------------------- | -------------------------- |
| 2002 | Li Na (CHN)                 | Clara Sanchez (FRA)         | Rosealee Hubbard (AUS)     |
| 2003 | Svetlana Grankovská (RUS)   | Anna Meares (AUS)           | Oxana Grišinová (RUS)      |
| 2004 | Clara Sanchez (FRA)         | Elisa Frisoni (ITA)         | Jennie Reed (USA)          |
| 2005 | Clara Sanchez (FRA)         | Elisa Frisoni (ITA)         | Yvonne Hijgenaar (NED)     |
| 2006 | Christin Muche (GER)        | Clara Sanchez (FRA)         | Guo Shuang (CHN)           |
| 2007 | Victoria Pendletonová (GBR) | Guo Shuang (CHN)            | Anna Meares (AUS)          |
| 2008 | Jennie Reed (USA)           | Victoria Pendletonová (GBR) | Christin Muche (GER)       |
| 2009 | Guo Shuang (CHN)            | Clara Sanchez (FRA)         | Willy Kanis (NED)          |
| 2010 | Simona Krupeckaitė (LTU)    | Victoria Pendletonová (GBR) | Olga Panarina (BLR)        |
| 2011 | Anna Meares (AUS)           | Olga Panarina (BLR)         | Clara Sanchez (FRA)        |
| 2012 | Anna Meares (AUS)           | Jekaterina Gnidenková (RUS) | Kristina Vogelová (GER)    |
| 2013 | Becky James (GBR)           | Gong Jinjie (CHN)           | Lisandra Guerra (CUB)      |
| 2014 | Kristina Vogelová (GER)     | Anna Meares (AUS)           | Becky James (GBR)          |
| 2015 | Anna Meares (AUS)           | Shanne Braspennincx (NED)   | Lisandra Guerra (CUB)      |
| 2016 | Kristina Vogelová (GER)     | Anna Meares (AUS)           | Becky James (GBR)          |
| 2017 | Kristina Vogelová (GER)     | Martha Bayona (COL)         | Nicky Degrendele (BEL)     |
| 2018 | Nicky Degrendele (BEL)      | Lee Wai Sze (HKG)           | Simona Krupeckaitė (LTU)   |
| 2019 | Lee Wai Sze (HKG)           | Kaarle McCulloch (AUS)      | Darja Šmeljovová (RUS)     |
| 2020 | Emma Hinze (GER)            | Lee Wai Sze (HKG)           | Stephanie Morton (AUS)     |
| 2021 | Lea Friedrich (GER)         | Mina Sato (JPN)             | Yana Tyshchenko (RUS)      |
| 2022 | Lea Friedrichová (GER)      | Mina Sato (JPN)             | Steffie van der Peet (NED) |
| 2023 | Ellesse Andrews (NZL)       | Martha Bayona (COL)         | Lea Friedrichová (GER)     |
| 2024 | Mina Sato (JPN)             | Hetty van de Wouw (NED)     | Katy Marchantová (GBR)     |

## Scratch
| Rok  | Zlato                     | Stříbro                    | Bronz                    |
| ---- | ------------------------- | -------------------------- | ------------------------ |
| 2002 | Lada Kozlíková (CZE)      | Rochelle Gilmore (AUS)     | Olga Sljusarevová (RUS)  |
| 2003 | Olga Sljusarevová (RUS)   | Rochelle Gilmore (AUS)     | Adrie Visser (NED)       |
| 2004 | Yoanka González (CUB)     | Mandy Poitras (CAN)        | Olga Sljusarevová (RUS)  |
| 2005 | Olga Sljusarevová (RUS)   | Katherine Bates (AUS)      | Liudmila Vipirailo (UKR) |
| 2006 | María Luisa Calle (COL)   | Gina Grain (CAN)           | Olga Sljusarevová (RUS)  |
| 2007 | Yumari González (CUB)     | María Luisa Calle (COL)    | Adrie Visser (NED)       |
| 2008 | Ellen van Dijková (NED)   | Yumari González (CUB)      | Belinda Goss (AUS)       |
| 2009 | Yumari González (CUB)     | Elizabeth Armitstead (GBR) | Belinda Goss (AUS)       |
| 2010 | Pascale Jeuland (FRA)     | Yumari González (CUB)      | Belinda Goss (AUS)       |
| 2011 | Marianne Vosová (NED)     | Katherine Bates (AUS)      | Danielle King (GBR)      |
| 2012 | Katarzyna Pawłowska (POL) | Melissa Hoskins (AUS)      | Kelly Druyts (BEL)       |
| 2013 | Katarzyna Pawłowska (POL) | Sofia Arreola (MEX)        | Evgenia Romanyuta (RUS)  |
| 2014 | Kelly Druyts (BEL)        | Katarzyna Pawłowska (POL)  | Evgenia Romanyuta (RUS)  |
| 2015 | Kirsten Wild (NED)        | Amy Cure (AUS)             | Allison Beveridge (CAN)  |
| 2016 | Laura Trott (GBR)         | Kirsten Wild (NED)         | Stephanie Roorda (CAN)   |
| 2017 | Rachele Barbieri (ITA)    | Elinor Barker (GBR)        | Jolien D'Hoore (BEL)     |
| 2018 | Kirsten Wild (NED)        | Jolien D'Hoore (BEL)       | Amalie Dideriksen (DEN)  |
| 2019 | Elinor Barker (GBR)       | Kirsten Wild (NED)         | Jolien D'Hoore (BEL)     |
| 2020 | Kirsten Wild (NED)        | Jennifer Valente (USA)     | Maria Martins (POR)      |
| 2021 | Martina Fidanza (ITA)     | Maike van der Duin (NED)   | Jennifer Valente (USA)   |
| 2022 | Martina Fidanza (ITA)     | Maike van der Duin (NED)   | Jessica Robertsová (GBR) |
| 2023 | Jennifer Valenteová (USA) | Maike van der Duin (NED)   | Michaela Drummond (NZL)  |
| 2024 | Lorena Wiebes (NED)       | Jennifer Valenteová (USA)  | Ally Wollastonová (NZL)  |

## Bodovací závod
| Rok  | Zlato                         | Stříbro                       | Bronz                       |
| ---- | ----------------------------- | ----------------------------- | --------------------------- |
| 1988 | Sally Hodge (GBR)             | Barbara Ganz (SUI)            | Monique de Bruin (NED)      |
| 1989 | Jeannie Longo-Ciprelli (FRA)  | Barbara Ganz (SUI)            | Janie Eickhoff (USA)        |
| 1990 | Karen Holliday (NZL)          | Svetlana Samochvalovová (RUS) | Kristel Werckx (BEL)        |
| 1991 | Ingrid Haringa (NED)          | Kristel Werckx (BEL)          | Janie Eickhoff (USA)        |
| 1992 | Ingrid Haringa (NED)          | Barbara Ganz (SUI)            | Janie Eickhoff (USA)        |
| 1993 | Ingrid Haringa (NED)          | Svetlana Samochvalovová (RUS) | Jessica Grieco (USA)        |
| 1994 | Ingrid Haringa (NED)          | Svetlana Samochvalovová (RUS) | Ludmilla Gorojanskaja (BLR) |
| 1995 | Svetlana Samochvalovová (RUS) | Nada Cristofoli (ITA)         | Nathalie Lancien-Even (FRA) |
| 1996 | Svetlana Samochvalovová (RUS) | Jane Quigleyová (USA)         | Gulnara Fatkulinová (RUS)   |
| 1997 | Natalja Karimovová (RUS)      | Teodora Ruano (ESP)           | Belem Guerrero (MEX)        |
| 1998 | Teodora Ruano (ESP)           | Belem Guerrero (MEX)          | Olga Sljusarevová (RUS)     |
| 1999 | Marion Clignet (FRA)          | Judith Arndt (GER)            | Sarah Ulmer (NZL)           |
| 2000 | Marion Clignet (FRA)          | Judith Arndt (GER)            | Olga Sljusarevová (RUS)     |
| 2001 | Olga Sljusarevová (RUS)       | Katherine Bates (AUS)         | Belem Guerrero (MEX)        |
| 2002 | Olga Sljusarevová (RUS)       | Lada Kozlíková (CZE)          | Vera Carrara (ITA)          |
| 2003 | Oxana Grišinová (RUS)         | Edita Kubelskienė (LTU)       | Yoanka González (CUB)       |
| 2004 | Olga Sljusarevová (RUS)       | Vera Carrara (ITA)            | Belem Guerrero (MEX)        |
| 2005 | Vera Carrara (ITA)            | Olga Sljusarevová (RUS)       | Katherine Bates (AUS)       |
| 2006 | Vera Carrara (ITA)            | Olga Sljusarevová (RUS)       | Katherine Bates (AUS)       |
| 2007 | Katherine Bates (AUS)         | Mie Bekker Lacota (DEN)       | Catherine Cheatley (NZL)    |
| 2008 | Marianne Vosová (NED)         | Trine Schmidt (DEN)           | Vera Carrara (ITA)          |
| 2009 | Giorgia Bronzini (ITA)        | Yumari González (CUB)         | Elizabeth Armitstead (GBR)  |
| 2010 | Tara Whitten (CAN)            | Lauren Ellis (NZL)            | Tacjana Šarakovová (BLR)    |
| 2011 | Tacjana Šarakovová (BLR)      | Jarmila Machačová (CZE)       | Giorgia Bronzini (ITA)      |
| 2012 | Anastasija Čulkovová (RUS)    | Jasmin Glaesser (CAN)         | Caroline Ryan (IRL)         |
| 2013 | Jarmila Machačová (CZE)       | Sofia Arreola (MEX)           | Giorgia Bronzini (ITA)      |
| 2014 | Amy Cure (AUS)                | Stephanie Pohl (GER)          | Jasmin Glaesser (CAN)       |
| 2015 | Stephanie Pohl (GER)          | Minami Uwano (JPN)            | Kimberly Geist (USA)        |
| 2016 | Katarzyna Pawłowska (POL)     | Jasmin Glaesser (CAN)         | Arlenis Sierra (CUB)        |
| 2017 | Elinor Barker (GBR)           | Sarah Hammer (USA)            | Kirsten Wild (NED)          |
| 2018 | Kirsten Wild (NED)            | Jennifer Valente (USA)        | Jasmin Duehring (CAN)       |
| 2019 | Alexandra Manly (AUS)         | Lydia Boylan (IRL)            | Kirsten Wild (NED)          |
| 2020 | Elinor Barker (GBR)           | Jennifer Valente (USA)        | Anita Stenberg (NOR)        |
| 2021 | Lotte Kopecky (BEL)           | Katie Archibald (GBR)         | Kirsten Wild (NED)          |
| 2022 | Neah Evansová (GBR)           | Julie Lethová (DEN)           | Jennifer Valenteová (USA)   |
| 2023 | Lotte Kopecká (BEL)           | Georgia Bakerová (AUS)        | Tsuyaka Uchino (JPN)        |
| 2024 | Julie Norman Leth (DEN)       | Lotte Kopecká (BEL)           | Lara Gillespie (IRL)        |

## Madison
| Rok  | Zlato                                             | Stříbro                                       | Bronz                                              |
| ---- | ------------------------------------------------- | --------------------------------------------- | -------------------------------------------------- |
| 2017 | Belgie Lotte Kopecky Jolien D'Hoore               | Spojené království Elinor Barker Emily Nelson | Austrálie Amy Cure Alexandra Manly                 |
| 2018 | Spojené království Katie Archibald Emily Nelson   | Nizozemsko Kirsten Wild Amy Pieters           | Itálie Letizia Paternoster Maria Confalonieri      |
| 2019 | Nizozemsko Kirsten Wild Amy Pieters               | Austrálie Georgia Baker Amy Cure              | Dánsko Amalie Dideriksen Julie Leth                |
| 2020 | Nizozemsko Kirsten Wild Amy Pieters               | Francie Clara Copponi Marie Le Net            | Itálie Letizia Paternoster Elisa Balsamo           |
| 2021 | Nizozemsko Amy Pieters Kirsten Wild               | Francie Clara Copponi Marie Le Net            | Spojené království Katie Archibald Neah Evans      |
| 2022 | Belgie Shari Bossuytová Lotte Kopecký             | Francie Clara Copponiová Valentýn Fortinová   | Dánsko Amálie Dideriksenová Julie Lethová          |
| 2023 | Spojené království Neah Evansová Elinor Barkerová | Austrálie Georgia Bakerová Alexandra Manlyová | Francie Victoire Berteauová Clara Copponiová       |
| 2024 | Dánsko Amalie Dideriksenová Julie Norman Leth     | Francie Victoire Berteauová Marion Borrasová  | Spojené království eah Evansová Katie Archibaldová |

## Omnium
| Rok  | Zlato                     | Stříbro                   | Bronz                   |
| ---- | ------------------------- | ------------------------- | ----------------------- |
| 2009 | Josephine Tomic (AUS)     | Tara Whitten (CAN)        | Yvonne Hijgenaar (NED)  |
| 2010 | Tara Whitten (CAN)        | Lizzie Armitstead (GBR)   | Leire Olaberria (ESP)   |
| 2011 | Tara Whitten (CAN)        | Sarah Hammer (USA)        | Kirsten Wild (NED)      |
| 2012 | Laura Trott (GBR)         | Annette Edmondson (AUS)   | Sarah Hammer (USA)      |
| 2013 | Sarah Hammer (USA)        | Laura Trott (GBR)         | Annette Edmondson (AUS) |
| 2014 | Sarah Hammer (USA)        | Laura Trott (GBR)         | Annette Edmondson (AUS) |
| 2015 | Annette Edmondson (AUS)   | Laura Trott (GBR)         | Kirsten Wild (NED)      |
| 2016 | Laura Trott (GBR)         | Laurie Berthon (FRA)      | Sarah Hammer (USA)      |
| 2017 | Katie Archibald (GBR)     | Kirsten Wild (NED)        | Amy Cure (AUS)          |
| 2018 | Kirsten Wild (NED)        | Amalie Dideriksen (DEN)   | Rushlee Buchanan (NZL)  |
| 2019 | Kirsten Wild (NED)        | Letizia Paternoster (ITA) | Jennifer Valente (USA)  |
| 2020 | Yumi Kajihara (JPN)       | Letizia Paternoster (ITA) | Daria Pikulik (POL)     |
| 2021 | Katie Archibald (GBR)     | Lotte Kopecky (BEL)       | Elisa Balsamo (ITA)     |
| 2022 | Jennifer Valenteová (USA) | Maike van der Duin (NED)  | Maria Martinsová (POR)  |
| 2023 | Jennifer Valente (USA)    | Amalie Dideriksen (DEN)   | Lotte Kopecky (BEL)     |
| 2024 | Ally Wollaston (NZL)      | Jessica Roberts (GBR)     | Anita Stenberg (NOR)    |

## Elimination
| Rok  | Zlato                     | Stříbro                   | Bronz                     |
| ---- | ------------------------- | ------------------------- | ------------------------- |
| 2021 | Letizia Paternoster (ITA) | Lotte Kopecky (BEL)       | Jennifer Valente (USA)    |
| 2022 | Lotte Kopecky (BEL)       | Rachele Barbieriová (ITA) | Jennifer Valente (USA)    |
| 2023 | Lotte Kopecká (BEL)       | Valentine Fortinová (FRA) | Jennifer Valenteová (USA) |
| 2024 | Ally Wollastonová (NZL)   | Lotte Kopecká (BEL)       | Jennifer Valenteová (USA) |